# Cryptopsy (album)
Cryptopsy är det kanadensiska technical death metal-bandet Cryptopsys sjunde studioalbum, utgivet i egenregi i september 2012 och i Japan på Victor.
Skivan är bandets första med basisten Olivier Pinard. Den innebar också en återkomst för gitarristen Jon Levasseur som dock blev kortvarig, då han lämnade bandet strax efter utgivningen.
Cryptopsy innebar en återgång till bandets tidigare tekniska dödsmetall efter The Unspoken Kings mer deathcoreinfluerade ljudbild.

## Låtlista
1. "Two-Pound Torch" – 5:03
2. "Shag Harbour's Visitors" – 4:21
3. "Red-Skinned Scapegoat" – 5:57
4. "Damned Draft Dodgers" – 3:57
5. "Amputated Enigma" – 4:02
6. "The Golden Square Mile" – 3:12
7. "Ominous" – 3:46
8. "Cleansing the Hosts" – 4:35

Bonusspår på japanska utgåvan
1. "Slit Your Guts" (Live) – 3:55
2. "Benedictine Convulsions" (Live) – 5:13
3. "Phobophile" (Live) – 5:44

## Medverkande
Musiker
- Matt McGachy – sång
- Christian Donaldson – gitarr
- Jon Levasseur – gitarr
- Olivier Pinard – basgitarr
- Flo Mounier – trummor, bakgrundssång

Produktion
- Christian Donaldson – producent, inspelningstekniker, mixning
- Jef Fortin – mastering
- Mircea Gabriel Eftemie – omslagskonst, albumkonst, design
- Flo Mounier – logotyp
- Anthony Dubois – foto